# Front de l'Ouest (Seconde Guerre mondiale)
Pour les articles homonymes, voir Front de l'Ouest.
Théâtre européen de la Seconde Guerre mondiale
Batailles
Front d'Europe de l'Ouest
- Campagnes du Danemark et de Norvège
- Bataille de France
- Bataille de Belgique
- Bataille des Pays-Bas
- Bataille d'Angleterre
- Blitz
- Opération Myrmidon
- Opération Ambassador
- Raid de Dieppe
- Sabordage de la flotte française à Toulon
- Bataille aérienne de Berlin
- Bataille de Normandie
- Débarquement de Provence
- Libération de la France
- Campagne de la ligne Siegfried
- Bataille du Benelux
- Poche de Breskens
- Bataille des Vosges (Bruyères)
- Bataille des Ardennes
- Bataille de Saint-Vith
- Siège de Bastogne
- Opération Bodenplatte
- Opération Nordwind
- Campagne de Lorraine
- Bataille d'Alsace (Forêt de la Hardt, Poche de Colmar Jebsheim)
- Campagne d'Allemagne
- Raid de Granville
- Libération d'Arnhem
- Bataille de Groningue
- Insurrection géorgienne du Texel
- Bataille de Slivice
- Capitulation allemande

Front d’Europe de l’Est

Campagnes d'Afrique, du Moyen-Orient et de Méditerranée

Bataille de l’Atlantique

Guerre du Pacifique

Guerre sino-japonaise

Théâtre américain
Le terme de front de l'Ouest (aussi appelé le front occidental) fait référence au théâtre d'opérations en Europe de l'Ouest pendant la Seconde Guerre mondiale. De septembre 1939 à mars 1945, l'Allemagne nazie va combattre la France (Armée française puis Résistance) et le Royaume-Uni puis les États-Unis et le Canada, les principales nations belligérantes sur ce front. La férocité grandissante de ce conflit provoqua d'énormes destructions et d'immenses pertes militaires et civiles dans l'ouest de l'Europe mais certaines régions où le front s'enlisera connaitront les plus importantes destructions (Normandie, Alsace, Belgique, Pays-Bas...) et avec, nouveauté dans l'Histoire, les premiers bombardements aériens massifs de villes (d'abord allemands sur les Pays-Bas et l'Angleterre puis Alliés sur l'Allemagne mais également des villes de l'Europe occupée).
Le début de la guerre est une longue phase d'attente, la drôle de guerre, entre septembre 1939 et mai 1940. Les Français et les Britanniques ont mobilisé et massé leurs troupes sur la frontière allemande et belge mais le front reste figé, ne connaissant que quelques escarmouches, tandis que le gros des forces allemandes envahissent la Pologne. La première phase de combat sur le front de l'Ouest, à l'initiative de l'Allemagne, voit une victoire rapide de l'armée allemande en mai-juin 1940, le blitzkrieg met en déroute les forces franco-belgo-britanniques. Les Britanniques réembarquent à Dunkerque et la France capitule militairement en obtenant un armistice. Les forces allemandes occupent alors les pays vaincus (Pays-Bas, Belgique, Luxembourg et la France à l'exception d'une zone libre dans la moitié Sud du pays). Seul le Royaume-Uni après avoir gagné la bataille d'Angleterre n'est pas envahi et continue la guerre. Mais à l'exception des actions des résistance nationales dans les territoires occupés et les bombardements alliés depuis l'Angleterre, l'Ouest de l'Europe restera alors hors des zones de combat pendant près de quatre ans.
Un nouveau front s'est ouvert à l'est avec le lancement par l'Allemagne nazie de l'opération Barbarossa, l'invasion de l'URSS. L'entrée en guerre des États-Unis fin 1941 change la donne. Staline presse les Alliés occidentaux pour l'ouverture d'un second front en Europe afin de soulager les Soviétiques sur le front de l'Est. En novembre 1942, le débarquement en Afrique du Nord suivi par celui en Sicile ouvre un second front en Méditerranée. Les Allemands envahissent alors la zone libre française et après la chute de Mussolini et le renversement d'alliance de l'Italie, prennent le contrôle du Nord et du centre de la péninsule.
Mais les Alliés progressent peu en Italie et la nécessité d'ouvrir un second front dans le nord-ouest de l'Europe se fait pressante. Les Allemands accélèrent la construction du mur de l'Atlantique pour prévenir un débarquement allié. Celui-ci intervient le 6 juin 1944 en Normandie. Débute alors une éprouvante bataille de juin à août 1944, les forces alliées piétinant de longues semaines devant Caen et dans le bocage normand avant de percer le front allemand et de partiellement encercler les forces allemandes, la bataille de Normandie s'achève. Le 15 août, les Américains et les Français débarquent en Provence, l'initiative est alors aux Alliés, les Allemands se replient et le front de l'Ouest évolue alors rapidement : en quelques semaines une grande partie de la France et de la Belgique sont libérées.
Le commandement allié croit possible la fin du conflit avant la fin de l'année mais la progression est freinée à l'automne 1944. L'opération Market Garden, qui visait à contourner la ligne Siegfried par les Pays Bas est un échec et les Allemands montrent une résistance inattendue. Les Alliés doivent même faire face à une contre-offensive allemande dans les Ardennes en décembre 1944 et une, de moindre envergure, en janvier 1945 en Alsace. Finalement au sortir de l'hiver, les Alliés finissent par réussir à franchir le Rhin et envahir une Allemagne dont l'armée exsangue est alors en déroute. Les troupes alliées de l'Ouest font leur jonction avec les troupes soviétiques de l'Est en avril 1945. Le 7 mai 1945 à Reims, le colonel général Alfred Jodl signe l’acte de reddition inconditionnelle des forces armées allemandes, le lendemain le 8 mai à Berlin est signée la capitulation allemande.

## 1939-1940: Les victoires de l'Axe

### Drôle de guerre
La drôle de guerre, est la première phase de la guerre à l'ouest dans les mois suivant l'invasion allemande de la Pologne et avant la bataille de France. Les Allemands attaquent la Pologne le 1er septembre 1939. Aussitôt, la France et la Grande-Bretagne déclarent la guerre à l'Allemagne et mobilisent leur troupes sur la frontière allemande et belge. La Belgique, les Pays-Bas et le Luxembourg restent neutres. Mais de septembre 1939 à mai 1940, aucun des belligérants ne va engager le combat. Le gros des troupes allemandes est engagé en Pologne, Hitler à la suite de la faiblesse affichée de la France et de la Grande-Bretagne par la signature des accords de Munich l'année précédente ne s'attendait pas à cette déclaration de guerre. Les Français, malgré les accords passés avec la Pologne, n'attaquent pas l'Allemagne, préférant une guerre défensive derrière la ligne Maginot. Pendant 9 mois, le front ne connaitra que quelques escarmouches d'où l'expression en français de « Drôle de guerre » due au journaliste Roland Dorgelès (appelée en anglais phoney war, « fausse guerre » et en allemand Sitzkrieg, « guerre assise »).

### Scandinavie
Alors que le front occidental est resté calme en avril 1940, les combats entre les Alliés et les Allemands commencent sérieusement avec la campagne norvégienne quand les Allemands lancent l'opération Weserübung, l'invasion allemande du Danemark et de la Norvège, le 9 avril 1940. Ce faisant, les Allemands prennent les Alliés de vitesse. Ceux-ci avaient planifié un débarquement amphibie dans lequel ils pourraient commencer à encercler l'Allemagne, lui coupant l'approvisionnement en matières premières, principalement du minerai de fer, en provenance de Suède. Finalement, quand les Alliés tentent de débarquer en Norvège, l'attaque est repoussée. Cependant, la marine allemande (Kriegsmarine) a subi de lourdes pertes.

### Bataille de France
En mai 1940, les Allemands lancent une offensive à l'ouest dans ce qui sera appelé la bataille de France. Le 10 mai, ils attaquent et envahissent d'abord les Pays-Bas et la Belgique, pourtant neutres. Au nord, les Pays-Bas ne résistent que trois jours. La Belgique, tournée par le nord, tiendra 18 jours en liaison avec les forces franco-britanniques. Les forces alliées étant battues par le Blitzkrieg allemand, l'armée belge capitule le 28 mai, mais il n'y a pas d'armistice belgo-allemand et le gouvernement belge se réfugie en France, puis en Grande-Bretagne avec d'autres gouvernements. Les Britanniques réembarquent à Dunkerque, tandis que l'armée française cède avec 60 000 à 90 000 morts ainsi que 90 000 blessés et que la France demande l'armistice, étant privée de tout soutien militaire. Les Allemands, quant à eux, encaissent des pertes qui s'élèvent à environ 60 000 tués et 100 000 blessés. La bataille est terminée, les Pays-Bas et la Belgique, qui n'ont pas signé d'armistice, sont occupés et administrés directement par les Allemands. Mais la France, grâce à l'armistice, sauve une partie de son territoire, la zone libre, qui n'est pas occupée par les Allemands et où s'installe un gouvernement français collaborateur : le régime de Vichy (nommé officiellement l'État français). Les Allemands voudraient traiter avec le Royaume-Uni, mais si les Britanniques refusent d'accepter un traité de paix, une option est de les envahir. Mais la marine allemande a subi de graves pertes en Scandinavie, et avant même d'envisager un débarquement, l'Allemagne doit réunir pour son infanterie des moyens amphibies et logistiques qu'elle ne possède pas, et aussi s'assurer en priorité une supériorité aérienne : c'est le début de la bataille d'Angleterre et du Blitz dès le mois de juillet 1940.

## Bataille d'Angleterre
L'armée de l'air allemande (Luftwaffe) lance une opération de grande ampleur pour détruire la force aérienne britannique avec l'intention d'envahir le Royaume-Uni. C'est l'opération Lion de mer que l'on appelle aussi bataille d'Angleterre. L'objectif à court terme est de détruire le potentiel aérien britannique, en annihilant la production d'avions, en anéantissant les infrastructures aéroportuaires et, en intimidant la nation britannique, la forcer à la neutralité ou à la capitulation. Commencée en juillet 1940 par l'attaque des convois maritimes britanniques, elle se poursuit par une tentative de destruction de la Royal Air Force et du potentiel aérien britannique jusqu'en septembre 1940 avant de s'orienter vers le bombardement de Londres et de grandes villes. Cette erreur tactique permet à la Royal Air Force au bord de la rupture de se reconstituer. La bataille d'Angleterre marque la fin de toute espérance allemande d'envahir la Grande-Bretagne grâce à l'aviation britannique dans laquelle combattent des pilotes tchèques, polonais, belges et français qui ont refusé la défaite de leurs pays.
Pour les historiens militaires, l'invasion de l'Angleterre n'était qu'une idée et ne fut jamais un projet clairement élaboré, l'Allemagne n'ayant ni la puissance maritime, ni le potentiel amphibie et logistique pour une telle opération. Le but d'Hitler aurait surtout été de contraindre le Royaume-Uni à la paix (d'où le bombardement des villes à but psychologique et militairement inutile) pour lui permettre de se consacrer à son « grand dessein » de la conquête à l'Est par la guerre contre l'URSS en étant sûr de ne pas être attaqué dans le dos par une contre attaque britannique.
Le gros de la bataille d'Angleterre s'achèvera au printemps 1941, Hitler rassemblant ses avions restants pour son offensive à l'Est. Mais l'Angleterre connaîtra encore quelques bombardements importants de villes, jusqu'en novembre 1941, comme celui de Coventry qui anéantit cette ville, au point qu'il en naîtra le verbe « coventryser », synonyme d'anéantissement.

## 1941-1944: L'intermède

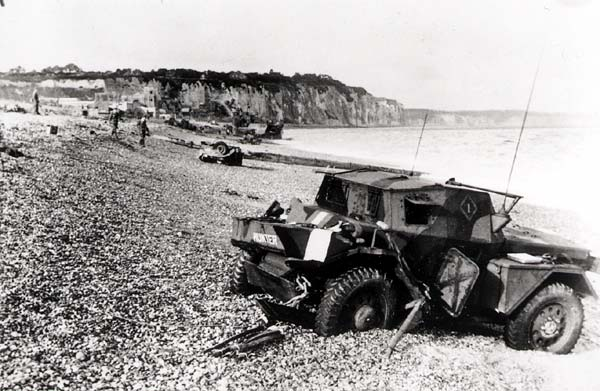
Débarquement de Dieppe en 1942.

Malgré l'échec de la bataille d'Angleterre, Hitler estime que la Grande-Bretagne ne constitue plus une menace. La majorité de l'armée et l'aviation allemande est alors rassemblée pour le grand projet hitlérien, l'invasion de l'Union soviétique. Pendant près de trois ans, il n'y a plus de combats sur le front de l'Ouest, à l'exception de l'échec du débarquement allié de Dieppe en août 1942. Les seules actions sur le continent sont celles des résistances nationales clandestines dans les zones occupées, aidées et armées par les Alliés, et de quelques raids comme le raid britannique sur le port de Saint-Nazaire. Le combat se poursuit alors en Atlantique et dans le ciel européen.

### Bataille de l'Atlantique
Le combat se poursuit en Atlantique où, depuis les bases sous-marines allemandes construites sur les côtes de France et de Norvège, les U-boots de la Kriegsmarine essayent d'isoler la Grande-Bretagne en attaquant ses navires marchands. Mais après des succès importants entre 1939 et 1942 et un important tonnage coulé, la tendance s'inverse. Avec l'entrée en guerre des États-Unis et à la suite d'une meilleure organisation de la protection navale et aérienne des convois et des progrès techniques comme le radar, l'ASDIC et les avions quadrimoteurs à long rayon d'action, la flotte sous-marine allemande subit de plus en plus de pertes. Le tonnage construit par les Alliés dépasse celui coulé par les U-Boots, qui ne sont plus en mesure courant 1943 d'être une vraie menace pour les convois vers la Grande-Bretagne. En décembre 1943, la bataille du cap Nord est la dernière bataille de surface dans l'Atlantique du conflit. Les Alliés ont gagné la bataille de l'Atlantique.

### Construction du mur de l'Atlantique
Avec l'entrée en guerre des États-Unis et un conflit qui dure sur le front de l'Est, le commandement allemand commence à prendre en compte, fin 1942-début 1943, le risque d'un débarquement des troupes alliées dans le nord-ouest de l'Europe, risque qui devient une quasi-certitude au début de 1944. Débute alors en mars 1943 la construction du mur de l'Atlantique une série de fortifications le long de la côte continentale de la Manche et de la mer du Nord et dans une moindre mesure de la côte Atlantique et de la côte de Norvège. Les défenses sont particulièrement renforcées dans le nord de la France et autour des ports de la Manche.

### Bombardements alliés et suprématie aérienne
Le combat se poursuit aussi dans les airs où l'Angleterre sert de base pour les bombardements alliés en Allemagne à partir de 1942, mais aussi sur des objectifs militaires ou industriels des pays occupés. Cette période marque également la progressive suprématie aérienne des Alliés en Europe occidentale, suprématie qui facilitera grandement le débarquement et l'offensive qui suivra à travers l'Europe.

## 1943-1945: le Second Front

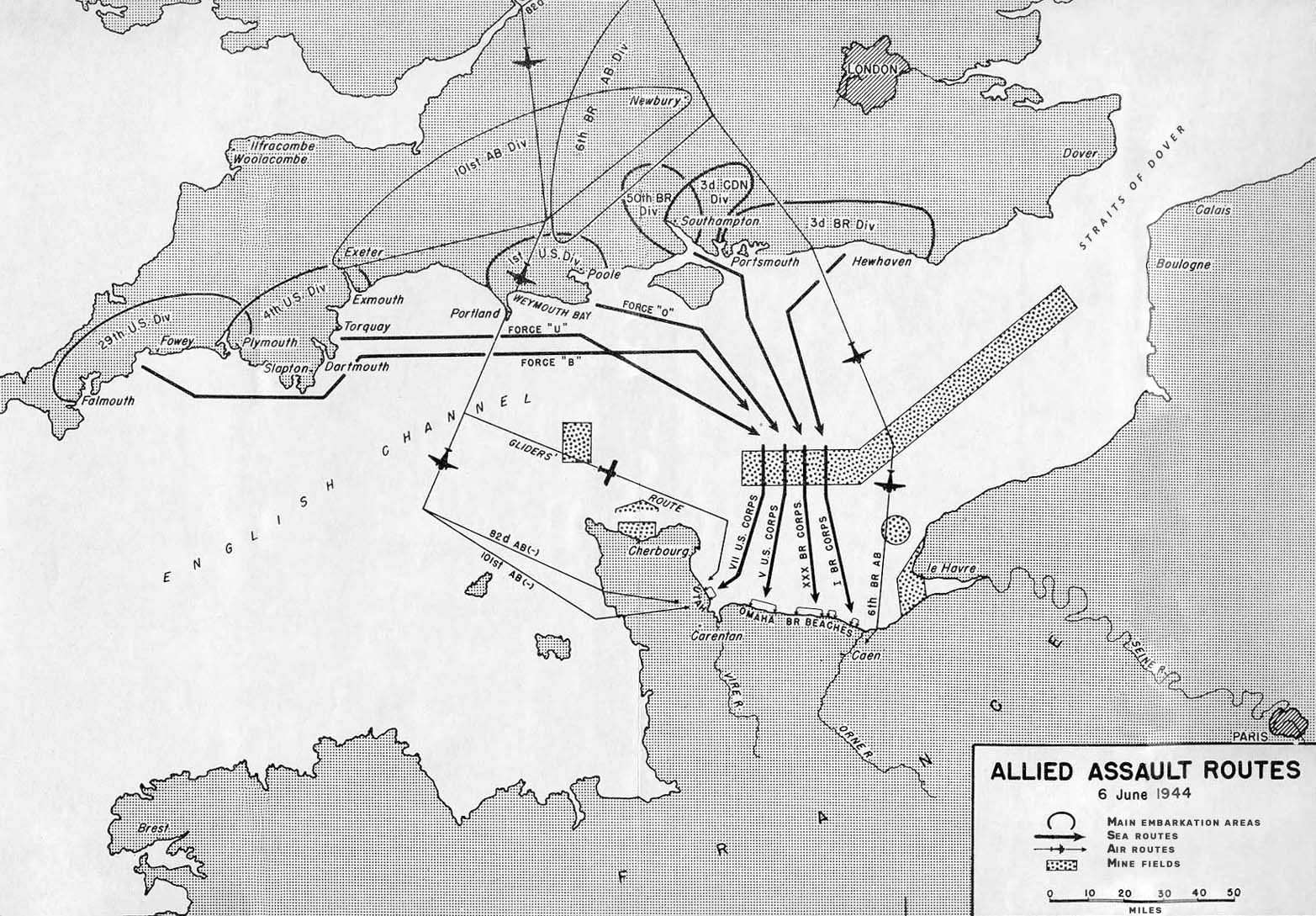
Routes prises lors du Jour J.

Depuis 1942, Staline presse les Alliés d'ouvrir un second front en Europe pour soulager ses troupes sur le front de l'Est. Les Alliés choisissent d'abord le débarquement en Afrique du Nord puis celui en Sicile et dans le sud de la botte italienne. Mais la progression en Italie est extrêmement lente et laisse peu d'espoir d'arriver rapidement en Allemagne. Il est donc décidé d'ouvrir un second front en Europe du Nord-Ouest.

### Préparatifs du débarquement
Les Américains rassemblent troupes et matériels en Angleterre. La suprématie aérienne est définitivement acquise après la Big Week, une semaine intense de bombardements des industries aéronautiques en Allemagne en février 1944. Mais malgré la supériorité aérienne et maritime alliées, un débarquement sur le continent fortifié reste une opération risquée et à la logistique compliquée. La tentative ratée sur Dieppe en 1942 en atteste. Une des clés de réussite est de réussir à cacher le plus longtemps possible aux Allemands le lieu choisi de débarquement — les plages de la côte normande — en leur faisant croire à un débarquement ailleurs pour disperser les troupes du Reich. Les Alliés montent alors l'opération Fortitude, une vaste opération de désinformation.

### Normandie
Le 6 juin 1944, les Alliés lancent l'opération Overlord, avec le débarquement en Normandie dont l'objectif est d'établir une grande-tête de pont en France et de pouvoir ainsi atteindre plus vite le centre de l'Allemagne. Avant et pendant les premiers jours du débarquement, les Alliés continuent l'opération Fortitude pour faire croire que le véritable débarquement aura lieu dans le Pas-de-Calais et que la Normandie n'est qu'une diversion, afin de fixer des troupes allemandes dans le Nord de la France le temps de permettre de débarquer suffisamment de troupes et d'armement dans les jours suivants le débarquement et de construire leur ports artificiels, les Alliés ayant fait le choix de ne pas s'attaquer directement à la prise d'un port, très fortifié par les Allemands.

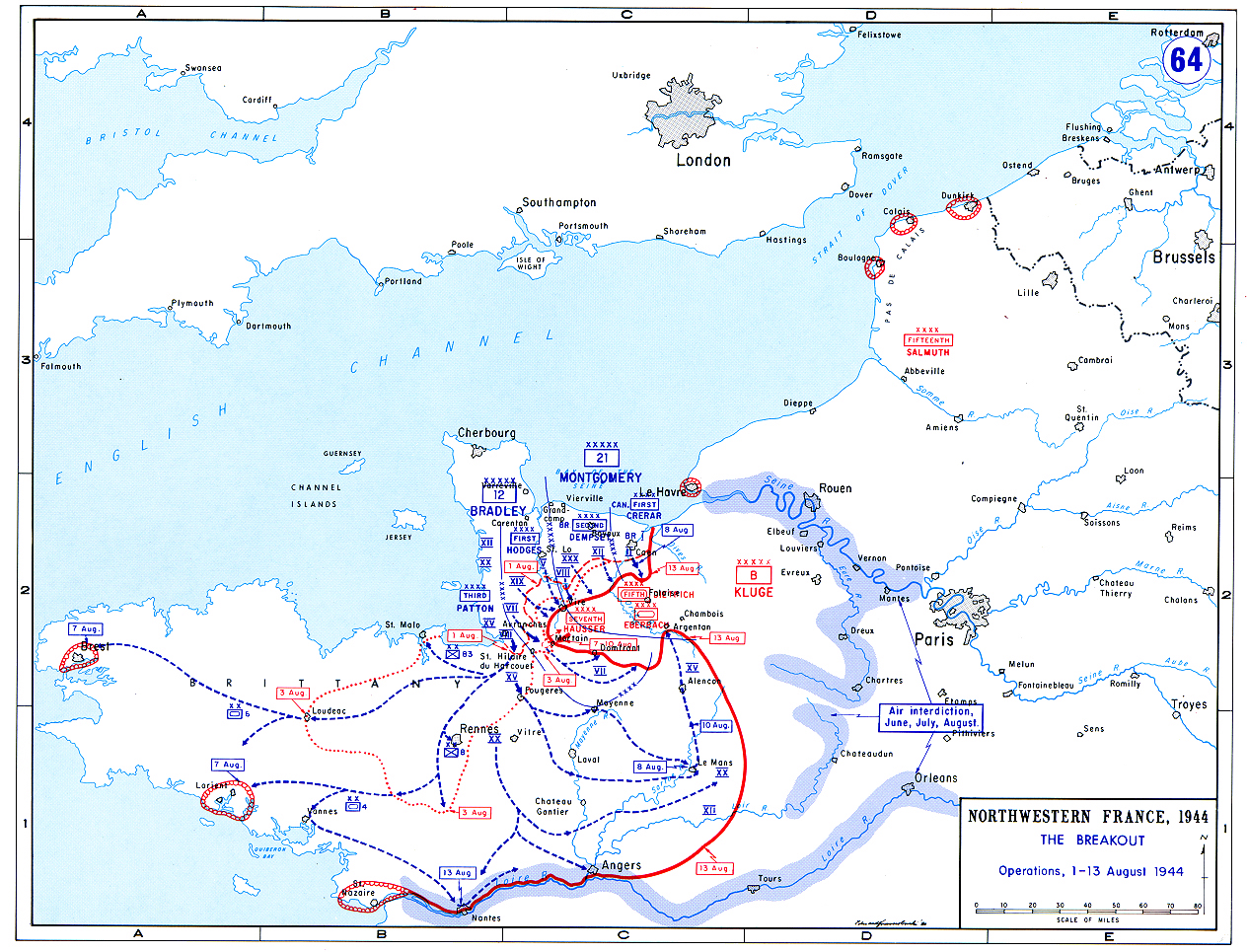
Évolution du front à l'ouest.

Le débarquement se déroule relativement bien malgré les pertes américaines à Omaha Beach et les Alliés réussissent à consolider une tête de pont. Mais la progression est moins rapide que prévu. Les Américains remontant le Cotentin prennent le port de Cherbourg le 26 juin (capitulation du général Karl von Schlieben) et il faudra plusieurs semaines pour le remettre en état, en particulier du fait des difficultés rencontrées par les scaphandriers pour déminer la rade. Les Alliés vont piétiner pendant près de deux mois en Normandie, ne progressant que très peu et au prix de lourdes pertes. Les Anglo-canadiens, à l'est du front, n'ont pas réussi à prendre Caen et ses plaines rapidement, ce qui aurait permis aux Alliés d'installer des aérodromes et d'avoir un terrain plus favorable à la mobilité de leurs blindés. Les Américains à l'ouest doivent eux livrer ce que les historiens nommeront une guerre des Haies à laquelle ils n'étaient pas préparés. Le bocage normand offre un terrain très favorable à la défense allemande.
Mais le 25 juillet, les Alliés réussissent à ouvrir une brèche dans les défenses allemandes dans le sud du Cotentin. Les divisions américaines s'y engouffrent et lancent une grande percée vers le sud. Les Alliés libèrent la Bretagne (à l'exception des principaux ports fortifiés où les Allemands se sont retranchés), avancent jusqu’à la Loire, puis remontent vers le nord-est, prenant à revers le front allemand. Comme il le fera plusieurs fois sur le front de l'Est, Hitler refuse un repli tactique, conseillé par ses généraux, et ordonne une contre-attaque à Mortain qui est un échec, les troupes allemandes subissent alors de lourdes pertes, piégées dans la poche de Falaise.
Les Alliés ont ouvert un large front sur l'ouest de la France, de la côte normande à la Loire, obligeant des Allemands en déroute à se replier à l'est de la Seine.

### La Libération de la France
Le 15 août, en soutien du front ouvert en Normandie, les Alliés lancent l'opération Dragoon – le débarquement en Provence, entre Toulon et Cannes. La 7e armée américaine et 1re Armée française constituant le 6e groupe d'armée américain consolident rapidement une tête de pont en Provence, libèrent le sud de la France en deux semaines, puis avancent vers le nord en remontant la vallée du Rhône. Leur avance n'est ralentie que lorsqu'ils se heurtent à des troupes allemandes retranchées dans les Vosges.
Les Allemands doivent désormais faire face en France à trois groupes d'armées alliées puissants. Au nord-ouest le 21e groupe d'armée britannique du maréchal Montgomery, à l'ouest le 12e groupe d'armée américain du général Bradley et au sud le 6e groupe d'armée américain du lieutenant-général Devers. Dès mi-septembre, le 6e groupe d'armée venant du sud fait sa jonction avec le 12e groupe d'armée. L'ensemble des armées alliées en France se retrouve alors sous le commandement unique du SHAEF et d'Enseinhower.
Face à cette poussée alliée à l'ouest et au sud, les troupes allemandes se replient. Le 19 août, la Résistance française (FFI) organise un soulèvement général et la libération de Paris a eu lieu le 25 août, lorsque le général Dietrich von Choltitz accepte l'ultimatum français et désobéit aux ordres d'Hitler en ne détruisant pas la ville. Il se rend au général Leclerc, commandant de la 2e DB.
La progression se fait alors rapidement et mi-septembre, presque toute la France et la Belgique sont libérées. Mais la résistance allemande s’intensifie alors dans les zones dans lesquelles l'action de la Résistance se fait moins sentir, avec des renforts constitués de nouvelles divisions d'infanterie, de divisions blindées reconstituées, équipées de Tigre II et de Jagdpanther, qui malgré des débuts peu prometteurs, tiennent le choc face aux Américains, dont la couverture aérienne est moins efficace. L'avance alliée marque le pas, face à une armée allemande qui exploite au maximum les possibilités du terrain et de la météo.
Les Alliés font face à la ligne Siegfried, une ligne de défense fortifiée à la frontière occidentale de l'Allemagne. Les Américains ont commencé de sanglants combats au travers de la forêt de Hurtgen. En Belgique, le port d'Anvers a été sauvé de la destruction grâce à l'aide de la Résistance locale, le 4 septembre, ce qui permet à la 11e division blindée britannique de l'occuper en vue de son utilisation par les Alliés. Mais ce n'est pas possible tant que les berges de l'Escaut en aval n'ont pas été prises. Les Alliés connaissent de ce fait des problèmes d'approvisionnement. Les Allemands ont d'ailleurs défendu les ports français ou ne les ont abandonnés qu'après les avoir rendus inutilisables. Les lignes d'approvisionnement alliées s'étirent alors de Cherbourg et des plages normandes jusqu'à un front très éloigné qui approche des frontières allemandes. Et malgré la logistique mise en place (le Red Ball Express), l'approvisionnement du front est insuffisant.
La libération du Nord de la France et les pays du Benelux a été d'une importance particulière pour les habitants de Londres et du Sud-Est de l'Angleterre, car elle a privé les Allemands de leurs zones de lancement des V1 et V2, les Vergeltungswaffen, les armes de représailles d'Hitler.

### OpérationMarket Garden
En septembre 1944, l'opération Market Garden, une opération aéroportée alliée audacieuse, est lancée. Son but est de tenter de percer les lignes allemandes aux Pays-Bas mais l'opération échoue.
Le maréchal britannique Montgomery convainc le haut commandement allié de lancer une attaque audacieuse, l'opération Market Garden, qui espère-t-il permettrait aux Alliés de franchir le Rhin et de faire une percée en Allemagne par les Pays-Bas en contournant la ligne Siegfried et accéder ainsi plus rapidement au cœur industriel du Reich pour finir plus rapidement la guerre. Des troupes parachutistes partiront d'Angleterre et prendront les ponts au-dessus des principales rivières des Pays-Bas occupés dans trois villes : Eindhoven, Nimègue, et Arnhem. Le XXXe Corps britannique percera alors les lignes allemandes et fera sa jonction avec les parachutistes. Si tout se passe bien, le XXXe Corps avancera alors en Allemagne sans plus rencontrer d'obstacles majeurs. Les Britanniques réussiront une jonction avec six des sept ponts tenus par les parachutistes mais n'arriveront pas à faire la jonction avec le pont d'Arnhem au-dessus du Rhin. L'opération est donc un échec avec en plus la quasi-destruction de la 1re division aéroportée britannique. Ces évènements seront résumés par le lieutenant-général Frederick Browning comme « un pont trop loin », dont un film du même titre sur l'opération Market Garden sortira en 1977 (Un pont trop loin). L'offensive laissa donc Arnhem aux mains des Allemands et les Alliés tenant un saillant étendu de la frontière belge à la zone entre Nimègue et Arnhem.

### Avancée de Paris au Rhin
Le front de l'Ouest semble se stabiliser et l'avancée alliée est stoppée face à la ligne Siegfried (Westwall) et au sud sur le Rhin. À partir de début septembre, les Américains commencent de lents et sanglants combats dans la forêt de Hürtgen pour percer la ligne de front,.
Le port d'Anvers, situé au fond du long estuaire de l'Escaut, ne peut donc être utilisé tant que son approche maritime n'a pas été nettoyée des positions fortifiées allemandes. La poche de Breskens sur la rive sud de l'estuaire est nettoyée, avec de lourdes pertes, par les forces canadiennes et polonaises dans l'opération Switchback, durant la bataille de l'Escaut. Elle est suivie par une campagne pénible pour prendre le contrôle de la péninsule de l'estuaire, et finissant par l'assaut amphibie sur l'île de Walcheren en novembre. La campagne pour dégager l'estuaire de l'Escaut est une victoire décisive de la 1re Armée canadienne et des Alliés, car elle permet de grandement améliorer l'approvisionnement à partir du port d'Anvers, beaucoup plus proche du front que les plages de Normandie.
Durant le mois de septembre, malgré des échecs, le front allemand se stabilise à l'Ouest, notamment en raison de l'éloignement des centres d'approvisionnement alliés et de l'allongement de leurs lignes de ravitaillement ; de plus, les succès alliés, si impressionnants soient-ils, ne sont pas décisifs et la tactique de Hitler de créer des poches dans les ports immobilise des unités alliées, utilisables ailleurs avec plus de profit ; de plus, après l'échec de Falaise, les troupes allemandes positionnées sur la rive gauche de la Seine, comme celles de Provence, se retirent avec des pertes raisonnables.
En octobre 1944, les Américains décident qu'ils ne peuvent pas se contenter de faire le siège d'Aix-la-Chapelle comme initialement prévu, car cela menaçait les flancs de la 9e armée américaine. Comme c'est la première grande ville allemande à faire face à l'invasion alliée à l'ouest, Hitler ordonne que la ville soit tenue à tout prix. La bataille urbaine qui suit est rude. La ville est prise après de durs combats, avec des pertes de 5 000 hommes des deux côtés et plus 5 600 Allemands faits prisonniers.
Au sud des Ardennes, les forces américaines combattent de septembre à mi-décembre pour repousser les Allemands hors de la Lorraine et au-delà de la ligne Siegfried. La traversée de la Moselle et la prise de la forteresse de Metz sont difficiles pour les troupes américaines face aux renforts allemands, aux ruptures d'approvisionnement et aux mauvaises conditions météorologiques. De septembre à octobre, le 6e groupe d'armées allié (7e armée américaine et 1re armée française) dispute une campagne difficile à travers les Vosges, marquée par une résistance allemande farouche et une progression lente. En novembre 1944, néanmoins, le front allemand cède devant la pression, provoquant une rapide avancée des Alliés qui libèrent Belfort, Mulhouse et Strasbourg et arrivent sur les bords du Rhin. Les Allemands réussissent à conserver une assez large tête de pont sur la rive occidentale autour de Colmar (la poche de Colmar).

### La contre-offensive des Ardennes

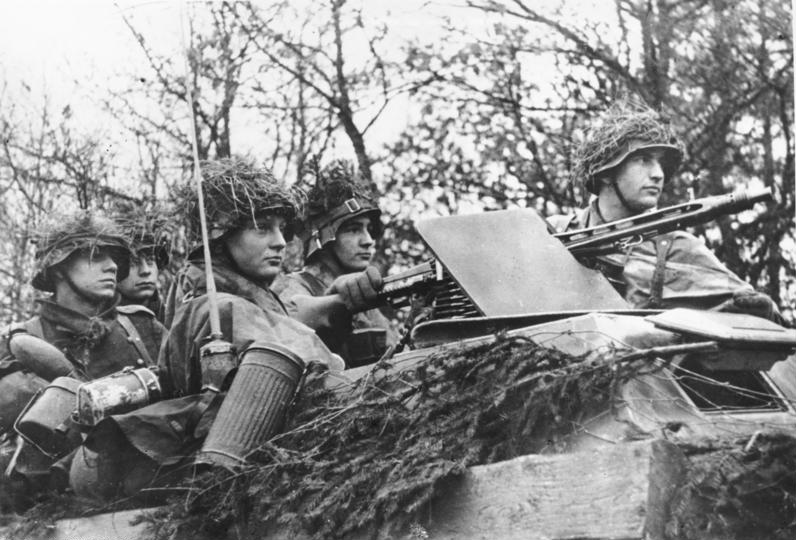
Soldats allemands jetés dans l'opération Wacht am Rhein, à bord d'un Sonderkraftfahrzeug 250 en décembre 1944. Après la saignée humaine du front de l'Est, le Reich n'a plus que des enfants-soldats pour garnir ses troupes.

Les Allemands lancent une contre-attaque massive à l'Ouest qui surprend les Alliés. Le plan allemand Wacht am Rhein (« Veille sur le Rhin ») prévoit d'attaquer au travers des Ardennes puis vers le nord en direction d'Anvers, séparant les armées américaines et britanniques. L'attaque débute le 16 décembre, accompagnée de massacres de civils belges et de prisonniers américains qui rappellent les pires moments des combats d'août 1914 et de juin 1944. Après des succès initiaux, profitant de l'effet de surprise et du mauvais temps qui cloue l'aviation alliée au sol, la pointe de l'attaque allemande atteint presque la Meuse. Mais la contre-attaque est stoppée et le 15 janvier, les Allemands sont repoussés à leur point de départ.
Les Allemands lancent une seconde mais plus petite offensive (opération Nordwind) en Alsace le 1er janvier 1945 avec le but de reprendre Strasbourg. Les Allemands attaquent le 6e groupe d'armée allié en différents points. À cause de lignes peu resserrées dues aux troupes envoyées dans les Ardennes, résister puis repousser l'attaque allemande prend presque quatre semaines aux Alliés mais restaure la ligne de front sur la frontière allemande et provoque la chute de la poche de Colmar.

## 1945: La fin de la guerre

### Invasion de l'Allemagne
Le mouvement de pince de la 1re Armée canadienne lors de l'opération Veritable avançant depuis la région de Nimègue aux Pays-Bas et de la 9e armée américaine traversant la rivière Roer dans l'opération Grenade est planifié pour débuter le 8 février 1945 mais est retardé de deux semaines quand les Allemands inondent la vallée en détruisant un barrage en amont. Durant les deux semaines d'inondation, Hitler n'autorise pas le maréchal von Rundstedt à replier ses troupes sur la rive orientale du Rhin, arguant que cela ne ferait que retarder l'inévitable combat. Hitler lui ordonne donc de combattre à l'endroit où ses troupes se trouvent.
Les eaux s'étant retirées, la 9e armée est capable de traverser la Roer le 23 février, d'autres forces alliées sont aussi proches de la rive occidentale du Rhin. Les divisions de Rundstedt qui étaient restées sur le côté occidental du Rhin sont taillées en pièces lors de la bataille de la Rhénanie et 290 000 soldats allemands sont faits prisonniers. Les soldats américains traversent alors le Rhin sur des chalands d'assaut.

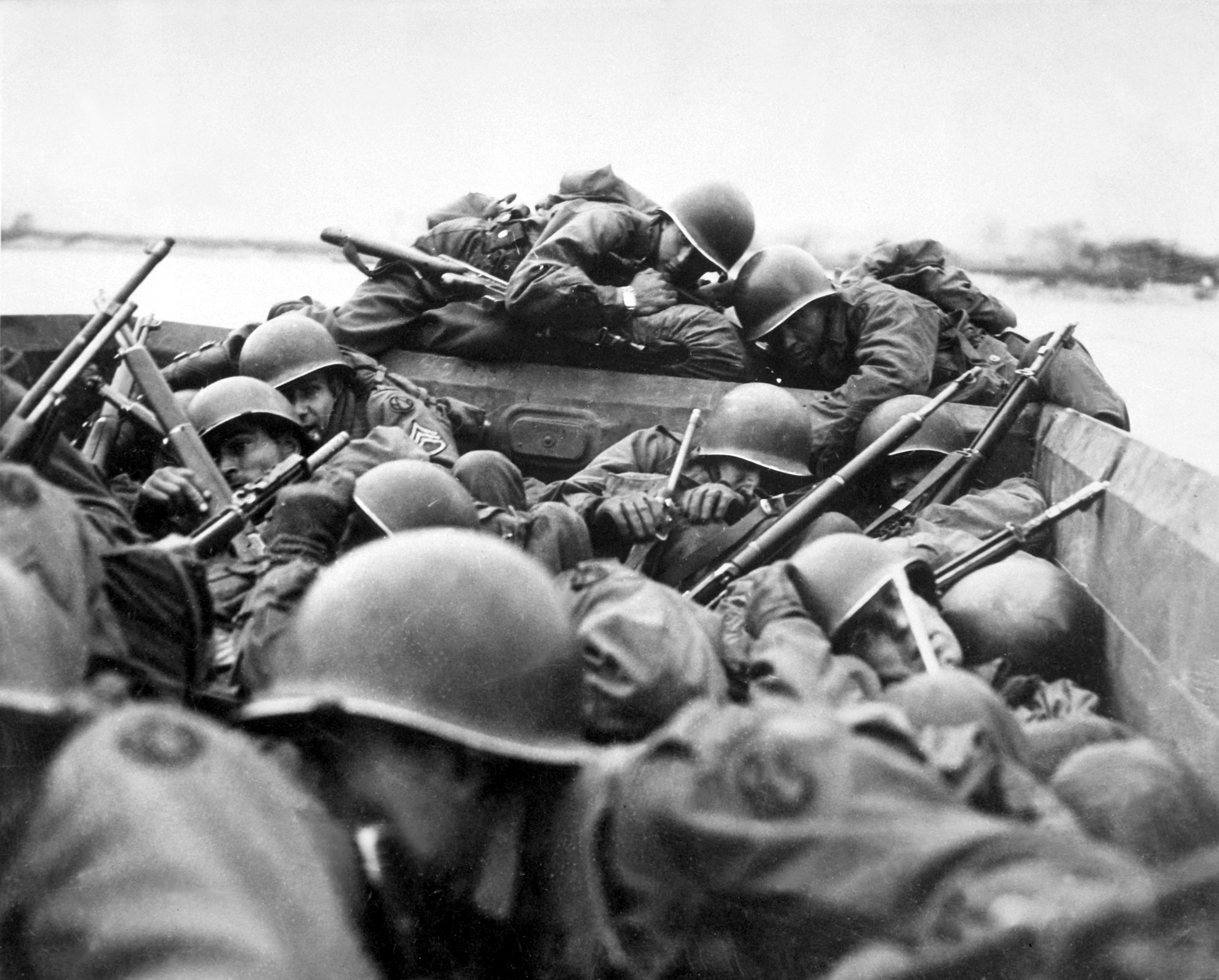
Soldats alliés traversant le Rhin à Sankt Goar.

La traversée du Rhin fut réalisée en quatre endroits : l'un est une opportunité saisie par les forces américaines lorsque les Allemands échouèrent à faire sauter le pont de Remagen, un autre fut un assaut précipité et les deux derniers des traversées planifiées comme celle du VIIIe corps d'armée américain dirigé par le général Troy Middleton près du rocher de la Lorelei.
- La poursuite agressive par les troupes américaines du général Bradley des forces allemandes en cours de désintégration conduit à la prise par la 1re armée américaine du pont Ludendorff intact, pont franchissant le Rhin à Remagen. Bradley et ses subordonnés exploitent rapidement cet avantage, faisant traverser de nombreuses troupes et établissant une importante tête de pont sur la rive orientale du fleuve.
- Bradley demande au général Patton dont la 3e armée se bat dans le Palatinat rhénan, de « prendre le Rhin au pas de course ». La troisième armée y réussit en le traversant dans la nuit du 22 mars et en précipitant un assaut au sud de Mayence à Oppenheim.
- Au nord, l'opération Plunder permet la traversée du Rhin à Rees et à Wesel par le 21e groupe d'armée britannique dans la nuit du 23 mars. Elle comprend la plus grande opération aéroportée de la guerre, nom de code opération Varsity. À l'endroit où les Britanniques traversent le Rhin, le fleuve est deux fois plus large et avec débit beaucoup plus fort qu'aux endroits où les Américains avaient traversé et Montgomery décida qu'il ne peut traverser de manière sure qu'après une opération soigneusement planifiée.
- Dans la zone du 6e groupe d'armée allié, la 7e armée américaine traverse le Rhin entre Mannheim et Worms le 26 mars. Une cinquième traversée, sur une plus petite échelle, est faite plus tard par la 1re armée française à Spire.

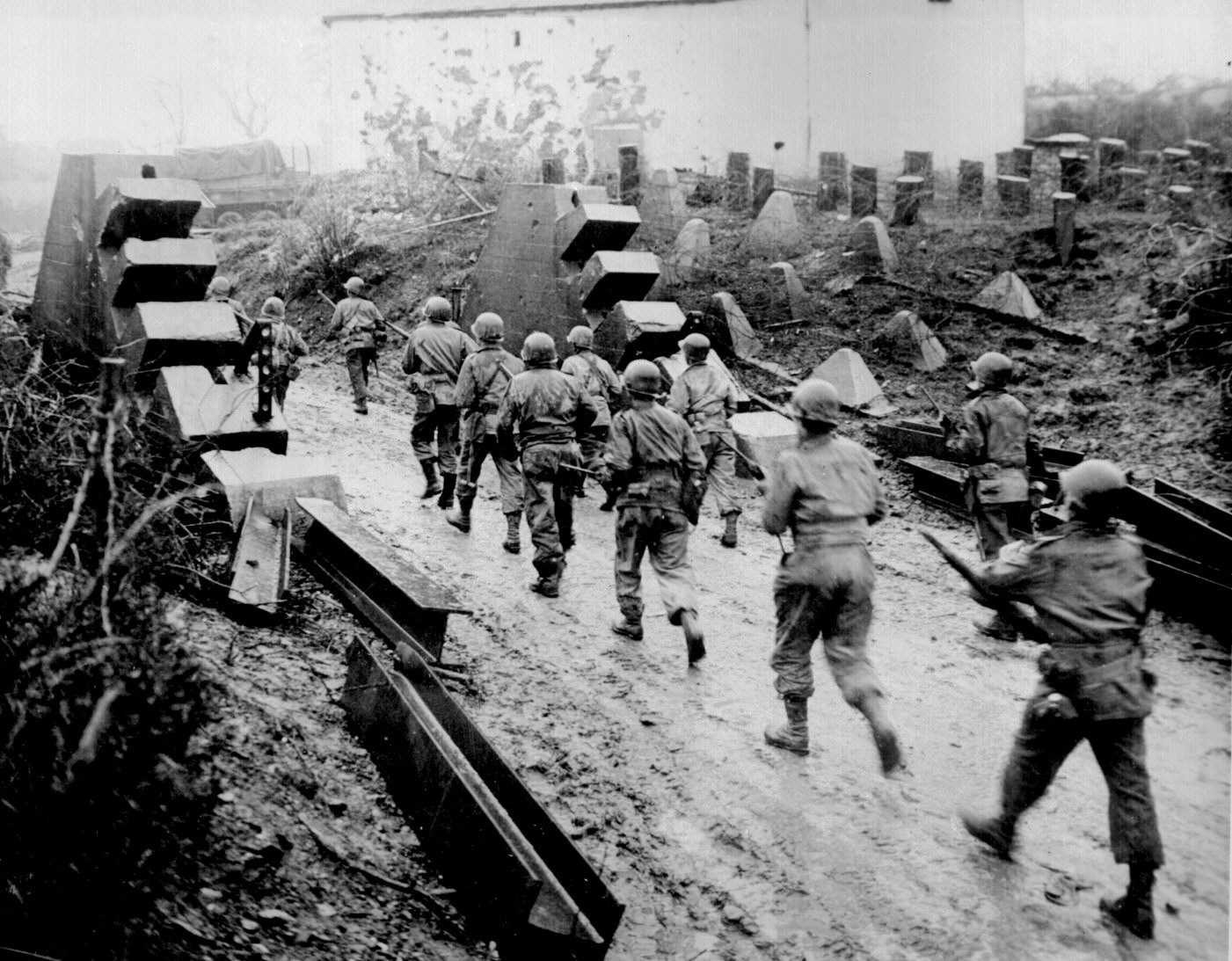
Soldats alliés traversant la ligne Siegfried.

Une fois que les Alliés ont traversé le Rhin, les Britanniques se déploient vers le nord-est en direction de Hambourg, traversant l'Elbe et vers le Danemark et la Baltique. Les parachutistes britanniques et canadiens atteignent la ville de Wismar située sur la Baltique juste avant les forces soviétiques, le 2 mai. La 9e armée américaine qui était restée sous commandement britannique depuis la bataille des Ardennes se dirige vers le sud, constituant la pince Nord du dispositif allié d'encerclement de la Ruhr.
Les troupes françaises et belges d'Angleterre, qui se sont étoffées au fur et à mesure de la libération des pays envahis, apportent leur contribution à la défaite allemande. C'est ainsi que les Français, après avoir défendu Strasbourg en janvier 1945 contre un retour offensif allemand, prennent en mai 1945 Berchtesgaden où se trouve le Berghof, le lieu de villégiature d'Hitler.
Le 12e groupe d'armée américain se déploie, la 1re armée en direction du nord, pince sud de l'encerclement de la Ruhr. Le 4 avril, l'encerclement est achevé et la 9e armée repasse sous le commandement du 12e groupe d'armée de Bradley. Le groupe d'armée B allemand commandé par le maréchal Model est piégé dans la poche de la Ruhr et 300 000 soldats sont faits prisonniers. 
La 1re et 9e armées américaines bifurquent alors vers l'est et poussent jusqu'à l'Elbe à la mi-avril. Durant cette poussée vers l'est, les Américains se heurtent à une vigoureuse défense des villes de Francfort-sur-le-Main, Cassel, Magdebourg, Halle et Leipzig, menée par des troupes allemandes régulières, renforcés d'unités normalement affectées à la défense anti-aérienne, des soldats du Volkssturm et des auxiliaires armés du Parti nazi; mais cette résistance s'opère dans un climat étrange, la population allemande des zones concernées étant plus spectatrice et désireuse d'en finir avec une guerre perdue, malgré la mise en place de cours martiales volantes et de sévères mesures de répression. Jusqu'à l'annonce du suicide de Hitler, des unités allemandes caressent l'espoir de continuer la lutte dans le Harz, en Bavière, ou ailleurs, tentent des contre-attaques plus ou moins victorieuses, mais sans lendemain, dans des villages fraichement occupés par les Alliés.
Les généraux Eisenhower et Bradley concluent que pousser plus en avant de l'Elbe n'a pas de sens puisque l'Allemagne orientale est destinée, dans tous les cas, à être occupée par l'Armée rouge. Les 1re et 9e armées stoppent donc sur l'Elbe et la Mulde, faisant jonction avec les forces soviétiques sur l'Elbe le 25 avril à Torgau (Elbe Day). La 2e armée américaine s'est elle déployée vers l'est, pénétrant en Tchécoslovaquie occidentale, et au Sud-Est dans l'Est de la Bavière et le Nord de l'Autriche. Le jour de la victoire, le 8 mai 1945, le 12e groupe d'armée américain est alors composé de quatre armées (1re, 3e, 9e et 15e) et est forte de plus d'1,3 million d'hommes.

### Fin du Troisième Reich

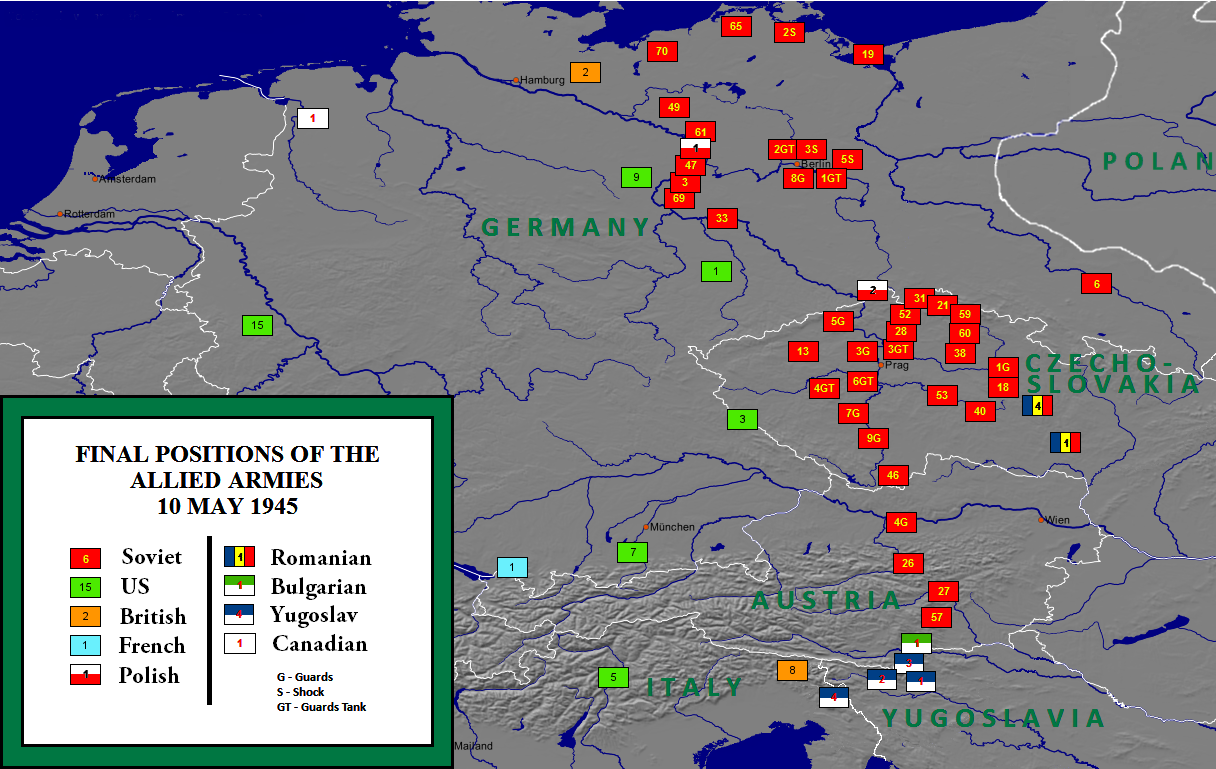
Positions des armées alliées en Europe le 10 mai 1945.

Le 6e groupe d'armée américain se déploie au sud-ouest, passant à l'est de la Suisse au travers de la Bavière, pénétrant en Autriche et dans le Nord de l'Italie. La forêt-Noire et le pays de Bade sont pris par la 1re armée française. Des forces allemandes tiennent encore en avril Heilbronn, Nuremberg et Munich mais sont mises hors de combat après des batailles de quelques jours. Des éléments de la 1re armée française sont les premières troupes alliées à arriver à Berchtesgaden dont ils prennent le contrôle, à proximité du Berghof (la résidence alpine d'Hitler). Elles font la jonction avec les Russes à Stetten. Le groupe d'armée G allemand se rend aux forces américaines à Haar, en Bavière le 5 mai 1945. Le maréchal Montgomery reçoit la reddition de toutes les forces allemandes des Pays-Bas, du Nord de l'Allemagne et du Danemark dans la lande de Lunebourg, une région entre les villes de Hambourg, Hanovre et Brème le 4 mai 1945. Comme le commandement opérationnel de certaines de ses forces est assuré par le grand amiral Karl Dönitz, le nouveau président du Reich après le suicide d'Hitler le 30 avril, cela indique que l'Allemagne a cessé d'être en guerre.
Le 7 mai, dans son quartier général de Reims, Eisenhower reçoit la capitulation inconditionnelle des forces allemandes par le chef d'état-major allemand, le général Jodl, qui signa le document de capitulation à 2h41. Le général Franz Böhme annonce la reddition des troupes allemandes en Norvège. Les opérations cessent à 23h01 (CET) le 8 mai. Le même jour, le maréchal Keitel, chef de l'OKW et supérieur de Jodl est amené devant le maréchal Joukov à Karlshorst et signe également une capitulation, à peu près identique à celle signée à Reims avec quelques ajouts demandés par les Soviétiques.